# Srđa Popović

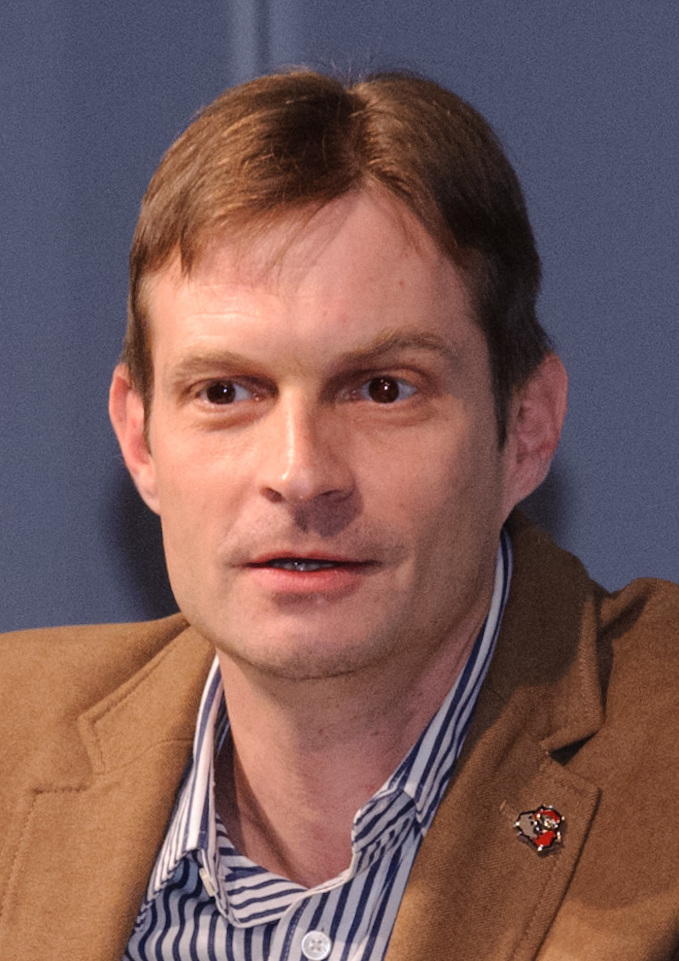
Srđa Popović (2012)

Srđa Popović (serbisch-kyrillisch Срђа Поповић; * um 1973 in Belgrad) ist ein serbischer Politaktivist. Popović war Student der Meeresbiologie, ehe er sich der Widerstandsbewegung gegen Slobodan Milošević anschloss. Er ist Mitbegründer von Otpor!. Nach Milošević’ Sturz 2000 war er Mitglied des serbischen Parlaments. Als sein Mentor galt der serbische Premier Zoran Đinđić, der 2003 ermordet wurde. 2004 gründete er CANVAS mit.
Der Tagesspiegel bezeichnete Popović als „Widerstandsguru“, der "Revolution als Business" betreibt. Popovic und Mitstreiter erhielten vor dem Sturz Milosevic Schulungen von einer Stiftung, die von den US-Republikanern getragen wird. Das Buch "Die Politik der gewaltlosen Aktion" des US-Politologen Gene Sharp beeinflusste sie maßgeblich. Popovic und Mitstreiter haben Aktivisten der Farbrevolutionen geschult, so in der Ukraine (Orange Revolution), Georgien, Tunesien und Ägypten (arabischer Frühling). In der Zeitschrift Foreign Policy wurde Popović im November 2011 als einer der wichtigsten 100 globalen Vordenker bezeichnet. In einer Rezension der WDR 5-Radiosendung Politikum wurde Popovics Buch "Protest" aus dem Jahr 2015 hingegen als "muntere 'Protest'-Romantik" bewertet. Popovic sei "ein Mann, der zu gefallen sucht. Er verspricht, was gut ankommt. Er ignoriert, was die Dinge kompliziert. Und er verschweigt, was die eigene Glaubwürdigkeit untergraben könnte."
Popović wurde im Oktober 2017 in das Amt des Rektors der britischen Eliteuniversität Saint Andrews gewählt. Der Rektor wird alle drei Jahre von allen matrikulierten Studenten der Universität gewählt.

## Veröffentlichungen
- Blueprint for Revolution. How to Use Rice Pudding, Lego Men, and Other Non-violent Techniques to Galvanise Communities, Overthrow Dictators, or Simply Change the World., Spiegel&Grau, New York 2015. 
  - Protest! Wie man die Mächtigen das Fürchten lehrt., S. Fischer, Frankfurt a. M. 2015, ISBN 978-3-596-03377-5